# Низамуддин Ахмед-паша
Низамуддин Ахмед-паша (тур. Nizamüddin Ahmed Paşa; араб. نظام الدين أحمد باشا‎; ?—1348) —  визирь Османского бейлика (1331—1340/48). Занимал должность при  Орхане.

## Биография
По происхождению Ахмед-паша был турок и  принадлежал к сословию улемов. Имя его отца было Ахи Махмуд, источники называют его шейхом и сыном (внуком) легендарного шейха Эдебали. 
Источники также сообщают, что Махмуд был среди тех, кто сопровождал Сулеймана-пашу в первой высадке в Румелию.
О жизни Ахмеда-паши осталось мало данных, документы тоже почти не сохранились. Известно, что Ахмед-паша как свидетель подписал документ вакуфа, основанного Лала Шахином. Так же известно, что Ахмед был визирем во время завоевания Изника (Никеи). 
В 1340 году Ахмет-паша был визирем. Относительно того, был ли он визирем после 1340 года есть разногласия. Часть ученых считает, что он носил титул визиря в июне 1348 года, когда подписывал вакуфнаме  Лалы Шахина-паши, другая часть полагает, что с 1340 года визирем был Хаджи-паша. И. Данишменд полагал, что Ахмед-паша был назначен в 1340 году.
Дата смерти Ахмета не известна, но И.Х. Узунчаршилы полагал, что он скончался вскоре после подписания вакуфнаме, в 1348 году.
По мнению исследователя Э. Йылдызальпа, сыном Ахмеда-паши был Сулейман-челеби (ум. 1422), первый имам мечети Улу-Джами в Бурсе, написавший в 1409 году Мевлид (повествование о жизни и вознесении Пророка) в стихах.